# Carreragco
Carreragco är en ort i Mexiko.   Den ligger i kommunen Tetela de Ocampo och delstaten Puebla, i den sydöstra delen av landet, 160 km öster om huvudstaden Mexico City. Carreragco ligger 1 775 meter över havet och antalet invånare är 227.
Terrängen runt Carreragco är bergig västerut, men österut är den kuperad. Runt Carreragco är det ganska tätbefolkat, med 65 invånare per kvadratkilometer. Närmaste större samhälle är Zaragoza, 18,3 km sydost om Carreragco. I omgivningarna runt Carreragco växer i huvudsak städsegrön lövskog.